# ناحیه آرابکیر
ناحیه آرابکیر (ارمنی: Արաբկիր վարչական շրջան) یکی از ناحیه‌های دوازده‌گانه ایروان پایتخت ارمنستان می‌باشد که در شمال بخش مرکزی شهر واقع شده‌است؛ که از شمالغرب با ناحیه داوتاشن، از غرب با ناحیه آجاپنیاک، از جنوب با ناحیه کنترون و از شرق با ناحیه کاناکر زیتون هم‌مرز است.

## خصوصیات
ناحیه آرابکیر ۱۲٫۳۵ کیلومترمربع مساحت و ۱۳۰٬۶۰۰ نفر جمعیت دارد و ۱٬۱۵۰ متر بالاتر از سطح دریا واقع شده‌است.

## خواهرخوانده
شهرهای لو پلسی روبنسون و شیشلی خواهرخوانده‌های ناحیه آرابکیر هستند.